# Sokoriewo (wieś)
Sokoriewo (ros. Сокорево) – wieś (ros. деревня, trb. dieriewnia) w zachodniej Rosji, w osiedlu wiejskim Zaborjewskoje rejonu diemidowskiego w obwodzie smoleńskim.

## Geografia
Miejscowość położona jest nad rzeką Połowka, 1 km od drogi regionalnej 66N-0508 (Zaborje – 66N-0506/Anosinki), 7 km od centrum administracyjnego osiedla wiejskiego (Zaborje), 23 km od centrum administracyjnego rejonu (Diemidow), 81,5 km od stolicy obwodu (Smoleńsk), 40,5 km od granicy z Białorusią.
W granicach miejscowości znajdują się ulice: Bieriozowaja, Smolanaja.

## Demografia
W 2010 r. miejscowość zamieszkiwały 3 osoby.

## Historia
W czasie II wojny światowej od lipca 1941 roku wieś była okupowana przez hitlerowców. Wyzwolenie nastąpiło we wrześniu 1943 roku.
Na mocy uchwały z dnia 28 maja 2015 roku wszystkie miejscowości (w tym Sokoriewo) zlikwidowanej jednostki administracyjnej Zakustiszczenskoje weszły w skład osiedla wiejskiego Zaborjewskoje.

## Osobliwości
- Stanowisko neolityczne 1,5 km na północny wschód od dieriewni (IV–II wiek p.n.e.)[7]
- Osada 1,4 km na północny wschód od miejscowości, na brzegu Wielejki (V–VIII wiek)[7]